# Klaatu (personaje)
Klaatu es el personaje  principal de las dos versiones de la película The Day the Earth Stood Still y su nueva versión de 2008. Klaatu fue  interpretado en la primera versión por el actor Michael Rennie y en la segunda por Keanu Reeves, siendo el representante de varios seres alienígenas tiene forma humanoide, pero cuenta con poderes sobrenaturales.

## Apariencia y capacidades
A su llegada a la tierra, Klaatu tiene una apariencia antropomórfica extraña, esto se debe a que lo que trae puesto es una especie de biotraje espacial, además este sirve como placenta para que pueda desarrollarse un organismo en su interior; la apariencia del organismo en crecimiento dependería de la apariencia de la especie inteligente habitante del planeta visitado, luego de recibir un disparo este sangra, es llevado a un centro médico en donde se ve que el cuerpo ya se ha desarrollado casi por completo, mostrando una apariencia  humana aceptable de un hombre de 30 años o más, los médicos toman una muestra del tejido que se desprende de dicho cuerpo que parece tener una textura similar a una gelatina muy gruesa y llegan a la conclusión que dicho biotraje "placenta" contiene tres modelos diferentes de ADN lo que supondría una ingeniería genética muy avanzada, además Klaatu tiene la  capacidad de razonar y comprender problemas aritméticos, físicos, y conceptos humanos abstractos. Además, conoce el inglés y posiblemente otros idiomas a la perfección.

## Argumento de  la  primera película
La historia comienza en Washington D. C. cuando el Ejército y la Fuerza Aérea de Estados Unidos detectan un objeto no identificado (OVNI) volando a una velocidad vertiginosa. Informan por radio y televisión, y el pánico se desata entre los ciudadanos, cuando una nave aterriza en un parque.
Del interior de la nave surge una figura antropomorfa vestida con una ropa de apariencia metálica, y tras él sale un robot de tres metros de altura llamado Gort, (Lock Martin). Los soldados, alertados del encuentro, se arman y preparan para un posible ataque por parte del extraterrestre. La situación se pone tensa cuando el visitante realiza movimientos con un objeto similar a un revólver, siendo herido por un soldado nervioso. Esto conlleva que el robot comience a destruir las armas de los humanos con un rayo óptico. Tan pronto el visitante se recupera, detiene a su robot, y en un inglés perfecto, señala que el objeto sospechoso es una sonda para exploración planetaria y solicita hablar con los líderes mundiales, presentándose como Klaatu (Michael Rennie).
El extraterrestre es llevado a un hospital cercano, donde es examinado minuciosamente, resultando ser exactamente igual a un humano. Klaatu se reúne con el secretario del Presidente, el Sr. Harley, (Frank Conroy) y revela que tiene un mensaje que todos los habitantes de la Tierra deben escuchar. Lamentablemente, Harley observa que los líderes mundiales no pueden ni siquiera ponerse de acuerdo sobre un lugar de encuentro para esa ocasión. Cuando Klaatu sugiere vivir entre la gente para conocerla mejor, Harley le informa que se encuentra en custodia de protección, en otras palabras, prisionero. Klaatu logra escapar del hospital, y como nadie lo reconoce, se mueve a sus anchas por Washington D. C., usando el alias de Sr. Carpenter, el nombre de la lavandería de la cual había sustraído el traje que llevaba, hasta llegar a un sencillo hotel. Es aceptado, y se hace amigo del hijo de una viuda llamada Helen Benson (Patricia Neal) que vive en la casa. El niño, llamado Bobby (Billy Gray), tiene unos ocho o diez años, y había perdido a su padre en la Segunda Guerra Mundial.
Un día, cuando la madre de Bobby sale a cenar con su novio Tom Stevens (Hugh Marlowe), Bobby y Klaatu dan un paseo por la ciudad y visitan la casa de un genio matemático muy famoso, el profesor Jacob Barnhardt (Sam Jaffe). El matemático no se encuentra allí, pero igual ingresan en la casa, y Klaatu soluciona una operación métrica que estaba escrita en una pizarra. Sorpresivamente llega la ama de casa del profesor, y los echa de allí, pero Klaatu logra escribir su dirección en un cuadernillo del profesor. La mujer se dispone a borrar el resultado que ha escrito en la pizarra, pero Klaatu interviene y se lo impide. Al volver, el profesor, al ver sus cálculos modificados, manda a buscar a Klaatu/Carpenter.
Esa misma noche, mientras todos los habitantes de la pensión ven la televisión, llaman a la puerta, la dueña del local abre, y ve a dos hombres en la puerta. Ellos le preguntan por Carpenter, y lo llevan a la casa del profesor.
El profesor, intrigado, comienza una conversación con el extraterrestre y le pide a los hombres que se vayan. Luego, Klaatu le confiesa su secreto, que él es extraterrestre, y que viene a la Tierra para impedir que se inventaran armas nucleares más poderosas que la bomba atómica, que se volverían una amenaza contra el resto de los planetas habitados, los que se verían en la obligación de destruir a la Tierra. Para confirmar su misión, como advertencia, haría algo muy llamativo, pero sin dañar a los humanos. Se coordina una reunión con los mejores científicos del mundo, ya que había sido imposible reunir a sus gobernantes.
Una noche, Klaatu le pide una linterna a Bobby, y sale de la casa. El chiquillo le sigue, sin que el extraterrestre se entere, y llegan hasta el parque donde la nave extraterrestre había aterrizado. Alrededor de ella se había construido una pared. El robot, fabricado con un metal desconocido en la Tierra, que había quedado inmóvil al salir de la nave, sigue allí. Klaatu, a través de una ventanita en la pared, comienza a proyectar señas con la linterna al robot. De pronto éste comienza a moverse y derriba a varios guardias que estaban en la entrada del recinto. Entonces Klaatu y el robot entran a la nave, y comienzan a activar palancas, con lo que provocan que a las 12:00 del día siguiente, toda la electricidad del mundo (excepto los sistemas vitales) se suspenda: coches, trenes, barcos, electrodomésticos, semáforos, todo lo que funcione con electricidad; este fenómeno duraría exactamente media hora. Transcurrido ese lapso, todo volvería a la normalidad.
Bobby regresa a su casa y le cuenta a su madre y al novio de ella lo que ha visto. Al día siguiente ocurre efectivamente el apagón mundial y comienza también la persecución de Klaatu, denunciado por el novio. Klaatu decide tomar un taxi junto a la madre de Bobby, en dirección a la casa del matemático, para buscar una solución, pero en la fuga es herido de muerte. En su agonía logra dar instrucciones para que Helen se encuentre con Gort y le da una clave (Klaatu barada nikto). Helen repite la clave y Gort lleva el cadáver de Klaatu a la nave y se encarga de resucitar a Klaatu, que finalmente vuelve a aparecer y deja un mensaje para que la gente comprenda el significado de su visita, abandonando la Tierra.

## Argumento de la nueva versión
En 1928, un alpinista se encuentra con una esfera brillante durante una expedición en las montañas nevadas de la India. Luego, despierta después de una pérdida repentina de la conciencia, con la esfera habiendo desaparecido y con una cicatriz en su mano. En la actualidad, la Dra. Helen Benson (Jennifer Connelly), una profesora de Princeton, y otros científicos son reunidos apresuradamente por el gobierno a fin de formular un plan de supervivencia cuando se teme que un gran objeto desconocido con una velocidad de 3x107m/s4 está en curso a la Tierra, e impactaría en Manhattan en poco más de una hora. Nada se puede hacer al respecto debido a que un satélite militar fundamental ha sido desactivado. Sin embargo, el objeto es una gran nave espacial biológica esférica, la que baja la velocidad suavemente y aterriza en Central Park. Un ser (tomado de la aparición del hombre en la escena de apertura de la película) llamado Klaatu (Keanu Reeves) se desprende de la esfera, mientras lo acompaña un gran robot. Klaatu, un representante de un grupo de razas extraterrestres, ha llegado para determinar si la humanidad puede revertir el daño ambiental que ha causado en el planeta Tierra. En la confusión, le disparan a Klaatu, pero sobrevive. El gran robot se activa y produce la interrupción de todos los sistemas eléctricos en la ciudad de Nueva York, incluidos muchos de los sistemas de defensa que el ejército preparaba en un perímetro alrededor de la nave espacial. Sin embargo, antes de que pueda hacer más daño, Klaatu le pide detenerse. Mientras se recupera de la herida, Klaatu es detenido por Regina Jackson (Kathy Bates), la Secretaria de Defensa de los Estados Unidos, y se le prohíbe hablar con las Naciones Unidas. Klaatu logra escapar, y de pronto se encuentra eludiendo a las autoridades en todo el norte de Nueva Jersey, específicamente Newark y la boscosa Highland con Helen y su hijastro Jacob (Jaden Smith).
Mientras tanto, la presencia de la esfera ha provocado un pánico en todo el mundo, y los militares logran capturar al robot después de que éste frustra sus intentos de destruir la esfera usando vehículos aéreos no tripulados y misiles Sidewinder. Klaatu decide que se debe exterminar a los seres humanos para que el planeta -con la rara habilidad de mantener la vida compleja- pueda sobrevivir. Ordena a las esferas más pequeñas que anteriormente se ocultaron en la Tierra que empiecen a recoger a las especies animales del planeta, y Jackson recuerda al Arca de Noé, temiendo un cataclismo inminente. El robot, denominado "GORT" (Tecnología Robótica Genéticamente Organizada) por el gobierno, es objeto de experimentos en las profundidades de una instalación subterránea en Virginia, cuando se transforma en un enjambre de insectos autorreplicantes como nanobots (plaga gris) que comienzan a destruir todo en su camino de vuelta a Manhattan, entre ellos una gran parte del Ejército de los Estados Unidos.
Después de hablar con el ganador del Premio Nobel, el profesor Barnhardt (John Cleese) acerca de cómo atravesó su propia especie una drástica evolución para sobrevivir a su sol desapareciendo, Klaatu es convencido por Helen de que los seres humanos pueden cambiar su forma de ser y que vale la pena salvarlos. Los tres comienzan la carrera hacia la esfera en Central Park, pero Klaatu les advierte que, incluso si logra detener a Gort esto tendrá un precio para la forma de vida humana. La nube de nanobots llega antes de que puedan llegar a la esfera y tienen que esconderse bajo un puente. Allí, se dan cuenta de que Jacob y Helen han sido infectados por los nanobots. Ella le pide a Klaatu salvar a Jacob. Klaatu salva a ambos mediante la transferencia de la infección a su propio cuerpo, entonces sacrifica su forma física para detener a Gort a pie a través de los nanobots hasta la esfera y tocarla. Sus acciones causan que la esfera emita un gran pulso que detiene a Gort, salva a la humanidad, destruyendo la plaga, y apagando a todo el mundo. Para comenzar de nuevo.

## Diferencias
- En el remake, Klaatu aparece al principio como un alpinista humano, pero en la original no.

- En la original, Klaatu hace una operación métrica en la pizarra del profesor Barnhardt; en el remake  no.

- En el remake, cura a Helen y a su hijo Jacob de la plaga nano-robótica; en la original no hubo plaga,  ni necesidad de curarlos.

- Datos: Q5960114